# NGC 3055
NGC 3055 este o intermediate spiral galaxy⁠(d) situată în constelația Sextantul. A fost descoperită în 24 ianuarie 1784 de către William Herschel. Se află la o distanță de 26,79 de megaparseci de Pământ.